# Aide à l'intervention globale des lignes en exploitation
Pour les articles homonymes, voir Aigle (homonymie).
L'Aide à l'intervention globale des lignes en exploitation (AIGLE, en acronyme) est un système employé par la RATP depuis 1994. Il est destiné à la sécurité des voyageurs et des personnels de la RATP sur l'ensemble des réseaux métro, RER, tramway et bus.
AIGLE centralise toutes les alarmes et permet le suivi en continu des équipes d'intervention.
Pour la sécurité des voyageurs du réseau de bus, le système AIGLE s'appuie sur la technologie du GPS également utilisé par les systèmes d'information voyageurs et de régulation SIEL. Lors d'incidents, il donne une connaissance instantanée de la position des équipes (bus et équipes d'intervention).